# Direktoratet for Statsskovbruget
Direktoratet for Statsskovbruget blev oprettet ved lov 134 af 13. maj 1911. Det afløste de tidligere overførsterinspektorater og skovriderdistrikter. Dets opgaver bestod primært af forvaltning af de danske statsskove.
Den 19. juni 1975 tiltrådte Folketingets Finansudvalg, at Direktoratet for Statsskovbruget omdannedes til Skovstyrelsen, der i 1987 ændrede navn til Skov- og Naturstyrelsen.